# Stadsbudsvisan
Stadsbudsvisan var ett av Sigge Fürsts paradnummer. Kupletten skrevs 1943 av underhållaren Paul Robland (1911–1989) från Gävle efter att ha betraktat tre stadsbuds mödosamma arbete att få loss en häst som fastnat i ett dagvattenbrunnslock i Helsingborg. Sigge Fürst sjöng in låten på skiva, vilken gavs ut 1944 .
Visan handlar om stadsbudets slit. Melodins popularitet har gjort att den återanvänts i en mängd andra låtar, där Gällivarevisan torde vara den mest kända.
Stadsbudet får ej ska ni tro
en enda stund av ro
nej jämt så ska man gno
Folk ska ju alltid byta bo
och då ska man va'
med och bära ...

### Fotnoter
1. ↑  ”Svensk mediedatabas”. http://smdb.kb.se/catalog/id/000090011. Läst 22 mars 2011.